# Dinamo City
Dinamo City, früher FK Dinamo Tirana, ist ein albanischer Fußballverein aus der Hauptstadt Tirana. Er spielt derzeit in der höchsten albanischen Liga, der Kategoria Superiore.
Dinamo Tirana gilt als eine der besten Mannschaften des Landes. Bisher konnte der Verein 18 Mal den Meistertitel erringen. Außerdem wurde bei 19 Finalteilnahmen 14 Mal der albanische Pokal gewonnen.

## Geschichte
Der Verein wurde am 19. Juli 1949 unter dem heutigen Namen gegründet. Gleich im ersten Jahr des Bestehens wurde Dinamo Tirana das erste Mal Landesmeister und holte den Pokal. In der Saison 1971/72 nahm der Verein zum ersten Mal am Europapokal teil. 1995 beschloss der Verein, sich in KS Olimpik Tirana umzutaufen, was jedoch zwei Jahre später wieder rückgängig gemacht wurde.

Ehemalige Logos
60er- bis 80er-Jahre
Bis 2010
2010 bis 2023

Nach der Saison 2011/12 musste der erfolgreiche Verein in die zweite Liga absteigen.
In der Saison 2020/21 gelang der Aufstieg in die Kategoria Superiore. Nach dem Aufstieg wurde der Klub in FK Dinamo 1950 umbenannt. Der Ligaerhalt gelang aber nicht, worauf man für eine weitere Saison in der Kategoria e parë spielen musste, die man erneut auf einem Aufstiegsplatz beendete.
Für die Saison 2023/24 wurde der Club umbenannt in Dinamo City. Der Verein erklärte, man sei Teil eines Netzwerkes von Manchester City und ändere den Namen deswegen.

## Stadion
Dinamo Tirana trägt seine Heimspiele eigentlich im Selman-Stërmasi-Stadion aus, das 9500 Zuschauern Platz bietet.
In der wurde für die Heimspiele nach Durrës ins Niko-Dovana-Stadion oder in die Elbasan Arena ausgewichen.

## Erfolge
- Kategoria Superiore (Albanische Meisterschaft)
  - Meister (18): 1950, 1951, 1952, 1953, 1955, 1956, 1960, 1967, 1973, 1975, 1976, 1977, 1980, 1986, 1990, 2002, 2008, 2010
- Kupa e Shqipërisë (Albanischer Pokal)
  - Sieger (14): 1950, 1951, 1952, 1953, 1954, 1960, 1971, 1974, 1978, 1982, 1989, 1990, 2003, 2025
  - Finalist (5): 1973, 1977, 1979, 2002, 2004
- SuperKupa (Albanischer Supercup)
  - Sieger (2): 1989, 2008
- Balkanpokal
  - Finalist (1): 1969

## Europapokalbilanz
| Saison  | Wettbewerb                    | Runde                  | Gegner                  | Gesamt | Hin     | Rück          |
| ------- | ----------------------------- | ---------------------- | ----------------------- | ------ | ------- | ------------- |
| 1967/68 | Europapokal der Landesmeister | 1. Runde               | Eintracht Braunschweig  | 1      |         |               |
| 1971/72 | Europapokal der Pokalsieger   | 1. Runde               | FK Austria Wien         | 1:2    | 1:1 (H) | 0:1 (A)       |
| 1980/81 | Europapokal der Landesmeister | 1. Runde               | Ajax Amsterdam          | 0:3    | 0:2 (H) | 0:1 (A)       |
| 1981/82 | UEFA-Pokal                    | 1. Runde               | FC Carl Zeiss Jena      | 1:4    | 1:0 (H) | 0:4 (A)       |
| 1982/83 | Europapokal der Pokalsieger   | 1. Runde               | FC Aberdeen             | 0:1    | 0:1 (A) | 0:0 (H)       |
| 1985/86 | UEFA-Pokal                    | 1. Runde               | Ħamrun Spartans         | 1:0    | 1:0 (H) | 0:0 (A)       |
| 1985/86 | UEFA-Pokal                    | 2. Runde               | Sporting Lissabon       | 0:1    | 0:0 (H) | 0:1 (A)       |
| 1986/87 | Europapokal der Landesmeister | 1. Runde               | Beşiktaş Istanbul       | 0:3    | 0:2 (A) | 0:1 (H)       |
| 1989/90 | Europapokal der Pokalsieger   | Vorrunde               | FC Tschernomorez Burgas | 5:3    | 1:3 (A) | 4:0 (H)       |
| 1989/90 | Europapokal der Pokalsieger   | 1. Runde               | Dinamo Bukarest         | 1:2    | 1:0 (H) | 0:2 (A)       |
| 1990/91 | Europapokal der Landesmeister | 1. Runde               | Olympique Marseille     | 1:5    | 1:5 (A) | 0:0 (H)       |
| 2001/02 | UEFA-Pokal                    | Qualifikation          | Dinamo Bukarest         | 1:4    | 0:1 (A) | 1:3 (H)       |
| 2002/03 | UEFA Champions League         | 1. Qualifikationsrunde | FBK Kaunas              | 3:2    | 3:2 (A) | 0:0 (H)       |
| 2002/03 | UEFA Champions League         | 2. Qualifikationsrunde | Brøndby IF              | 0:5    | 0:1 (A) | 0:4 (H)       |
| 2003/04 | UEFA-Pokal                    | Qualifikation          | KSC Lokeren             | 1:7    | 0:4 (H) | 1:3 (A)       |
| 2004/05 | UEFA-Pokal                    | 1. Qualifikationsrunde | Oțelul Galați           | 1:8    | 0:4 (A) | 1:4 (H)       |
| 2005    | UEFA Intertoto Cup            | 1. Qualifikationsrunde | NK Varteks Varaždin     | 3:5    | 2:1 (H) | 1:4 (A)       |
| 2006/07 | UEFA-Pokal                    | 1. Qualifikationsrunde | ZSKA Sofia              | 1:5    | 0:1 (H) | 1:4 (A)       |
| 2008/09 | UEFA Champions League         | 1. Qualifikationsrunde | FK Modriča Maxima       | 1:4    | 0:2 (H) | 1:2 (A)       |
| 2009/10 | UEFA Europa League            | 1. Qualifikationsrunde | FC Lahti                | 3:4    | 1:4 (A) | 2:0 (H)       |
| 2010/11 | UEFA Europa League            | 2. Qualifikationsrunde | Sheriff Tiraspol        | 2:3    | 1:3 (A) | 1:0 (H)       |
| 2025/26 | UEFA Conference League        | 2. Qualifikationsrunde | Atlètic Club d’Escaldes | 3:2    | 2:1 (A) | 1:1 (H)       |
| 2025/26 | UEFA Conference League        | 3. Qualifikationsrunde | Hajduk Split            | 4:3    | 1:2 (A) | 3:1 n. V. (H) |
| 2025/26 | UEFA Conference League        | Play-offs              | Jagiellonia Białystok   | -:-    | -:- (A) | -:- (H)       |

Gesamtbilanz: 44 Spiele, 10 Siege, 7 Unentschieden, 27 Niederlagen, 33:76 Tore (Tordifferenz −43)

## Spieler
- Altin Lala (1984–1991) Jugend
- Jahmir Hyka (2000–2006) Jugend, (2007–2008, 2011) Spieler

## Trainer
- Aurel Țicleanu (2002–2003)
- Agim Canaj (2002–2003, 2005–2006, 2007–2008)